# Claridenhorn
Claridenhorn är en bergstopp i Schweiz.   Den ligger i kantonen Uri, i den östra delen av landet, 110 km öster om huvudstaden Bern. Toppen på Claridenhorn är 3 120 meter över havet, eller 35 meter över den omgivande terrängen. Bredden vid basen är 0,06 km.
Terrängen runt Claridenhorn är huvudsakligen bergig, men den allra närmaste omgivningen är kuperad. Närmaste större samhälle är Bürglen, 16,6 km väster om Claridenhorn.
Trakten runt Claridenhorn består i huvudsak av gräsmarker. Runt Claridenhorn är det glesbefolkat, med 13 invånare per kvadratkilometer.